# Galeus gracilis
Espèce
Galeus gracilis est une espèce de requin de la famille des Scyliorhinidae.